# Vladímir Sokolov
Vladímir Mikhàilovitx Sokolov (en rus: Владимир Михaйлович Соколoв; Omsk, 1939) era un ciclista soviètic d'origen rus. Va formar part de l'equip que va guanyar la medalla d'or al Campionat del Món de contrarellotge per equips del 1970.

## Palmarès
- 1968
  - 1r a la Volta a Mèxic
- 1970
  -  Campió del món en contrarellotge per equips, amb Valeri Iardi, Borís Xúkhov i Valeri Likhatxov